# Verkehrsdaten
Verkehrsdaten (auch Verbindungsdaten oder Verkehrsranddaten) sind in der Telekommunikation die technischen Informationen, die bei der Nutzung eines Telekommunikationsdienstes (Telefonie, Internetnutzung) beim jeweiligen Telekommunikationsunternehmen (Provider) anfallen und von diesem erhoben, gespeichert, verarbeitet, übermittelt oder genutzt werden. Die Verkehrsdaten sind eine Unterkategorie der sog. Randdaten, die bei der Nutzung  jeglicher elektronischer Infrastruktur anfallen.

## Allgemeines
Verkehrsdaten sind ein Teil der Nutzungsdaten, die Telemedien über ihre Nutzer sammeln und speichern.

## Rechtsgrundlagen
Eine Legaldefinition findet sich in § 3 Nr. 70 Telekommunikationsgesetz (TKG). Danach sind Verkehrsdaten die Daten, „deren Erhebung, Verarbeitung oder Nutzung bei der Erbringung eines Telekommunikationsdienstes erforderlich sind“.
Zu den Verkehrsdaten gehören
- der in Anspruch genommene Telekommunikationsdienst,
- die Nummer oder die Kennung der beteiligten Anschlüsse (Anrufer und Angerufener),
- personenbezogene Berechtigungskennungen,
- die Kartennummer (bei Verwendung von Kundenkarten),
- eventuelle Standortdaten (bei Mobiltelefonen die Funkzelle),
- Beginn und das Ende der jeweiligen Verbindung (Datum und Uhrzeit),
- die übermittelten Datenmengen.

Das Übereinkommen des Europarats über Computerkriminalität vom 23. November 2001 (Cybercrime Convention, ETS No.185) definiert ebenfalls Verkehrsdaten (englisch traffic data). Diese Definition weicht von der deutschen Regelung im Telekommunikationsgesetz ab. Standortdaten beispielsweise zählen nach der Cybercrime-Konvention nicht zu den Verkehrsdaten.
Die Telekommunikationsunternehmen dürfen Verkehrsdaten zu Abrechnungszwecken speichern. Auch ist, in Fällen von Störungen von Telekommunikationsanlagen und dem Missbrauch von Telekommunikationsdiensten das Erheben und Verwenden von Verkehrsdaten zulässig (siehe hierzu § 100 TKG).
Zu den Verkehrsdaten gehören nicht die Inhalte des Telekommunikationsvorgangs, also z. B. der Inhalt von Telefongesprächen. Das Telekommunikationsunternehmen darf diese Inhaltsdaten grundsätzlich nicht erfassen und speichern.

## Analysemöglichkeiten
Verkehrsdaten erlauben Rückschluss auf individuelle Nutzung des Internets, Gesprächspartner am Telefon, und – wie bei E-Mails und SMS-Kurzmitteilungen, wo technische Daten und Inhalte nicht trennbar sind – auch Aufschluss auf die Inhalte von Kommunikation. Durch die Verkehrsdaten ist es etwa möglich, anonyme Äußerungen im Internet oder anonyme Teilnehmer an Tauschbörsen einem Telefonanschluss zuzuordnen. Daher sind Polizei- und Strafverfolgungsbehörden, Nachrichtendienste und auch private Dritte, insbesondere die Musikindustrie, daran interessiert, diese Daten für ihre Zwecke auszuwerten. Die Polizei hat schon seit 1928 Zugriff auf Verbindungsdaten. Der damalige § 12 Fernmeldeanlagengesetz wurde ab 2002 durch § 100g Strafprozessordnung ersetzt. Das Max-Planck-Institut für ausländisches und internationales Strafrecht hat die Polizeipraxis der letzten Jahre empirisch untersucht.
Mithilfe der Verkehrsdaten lassen sich weitreichende Analysen durchführen. So schreibt Edward W. Felten an ein New Yorker Gericht:

“Below, I discuss how advances in technology and the proliferation of metadata-producing devices, such as phones, have produced rich metadata trails. Many details of our lives can be gleaned by examining those trails, which often yield information more easily than do the actual content of our communications. Superimposing our metadata trails onto the trails of everyone within our social group and those of everyone within our contacts’ social groups, paints a picture that can be startlingly detailed.”

„Nachfolgend werde ich erörtern, wie die Fortschritte in der Technologie und die Zunahme der Metadaten produzierenden Geräte wie Smartphones zu ergiebigen Metadaten-Spuren geführt haben. Viele Details unseres Lebens können durch die Analyse dieser Spuren herausgefunden werden, die häufig leichter zu solchen Informationen führen als der tatsächliche Inhalt unserer Kommunikation. Die gemeinsame Analyse unserer Metadaten-Spuren mit den Spuren jeder Person innerhalb unserer sozialen Gruppe und jeder sozialen Gruppe unserer Kontakte zeichnet ein bestürzend detailliertes Bild.“

Ein konkretes, reales Beispiel für Analyse von Verbindungsdaten einer einzelnen Person – also ohne den Kontext der Verbindungsdaten des sozialen Umfelds – liefert der Datensatz von Malte Spitz.

## Rechtliche Situation in Deutschland
Die Polizei kann mittels richterlichen Beschlusses nur die Herausgabe von Verkehrsdaten verlangen, die bei den Telefonfirmen ohnehin aus technischen Gründen oder zu Abrechnungszwecken vorhanden sind. Seit Jahresbeginn 2008 waren die Telekommunikationsanbieter jedoch verpflichtet, Verkehrsdaten und anderen Daten für diese Zwecke sechs Monate lang zu speichern. Diese so genannte Vorratsdatenspeicherung wurde am 2. März 2010 vom Bundesverfassungsgerichtes in einer Grundsatzentscheidung für verfassungswidrig erklärt. Deshalb gilt derzeit die im ersten Satz beschriebene Regelung wieder.
Verkehrsdaten gelten als personenbezogene Daten. Sie unterliegen dem Datenschutz.
Verkehrsdaten werden in unterschiedlichem Umfang erhoben:
- Der EVN (Einzelverbindungsnachweis) wird von Telekommunikationsunternehmen erstellt und wird – falls gewünscht – an die Kunden weitergegeben zum Nachweis der abgerechneten Verbindungen.
- Innerhalb der Telekommunikationsunternehmen werden Verkehrsdaten als CDR (Call Detail Records) erhoben. Sie dienen zum Nachweis über die Verbindungen im Telekommunikationsnetz und zum Leistungsnachweis gegenüber Telekommunikationsdiensteanbietern. CDR enthalten viele technische Informationen und sind nicht zur Weitergabe an die Kunden bestimmt.

## Österreich
Mit einer Gesetzesnovelle 2007 wurde in § 53 Sicherheitspolizeigesetz die Ermächtigung für eine Rufdatenrückerfassung aufgenommen. Die Verarbeitung von Verkehrsdaten zu Auskunftszwecken ist danach auch für sicherheitspolizeiliche Zwecke erlaubt.